# Љубовијски одред
Љубовијски одред је одред који је био подређен Дринској дивизији II позива у Првом светском рату.

## Велики рат
После Балканских ратова Србија се суочила са новом опасношћу. Велике и брзе војне победе у рату против Турака и Бугара, са значајним територијалним проширењем, економским просперитетом и развојем демократских институција у унутрашњем животу земље, снажно су уздигле међународни углед Србије, а нарочитио међу југословенским поданицима у Аустроугарској монархији, која им је постала ослонац за национално-ослободилачку борбу. Бечки владајући кругови видели су у томе највећу опасност за интегритет Хабзбуршке монархије и њену доминацију на Балканском полуострву. Видовдански хици Гаврила Принципа, којима је убио аустроугарског престолонаследника и надвојводу Франца Фердинанда, дошли су као добар изговор за дуго прижељкивани обрачун са Србијом, којој су 28. јула 1914. године, објавили рат, и против ње упутили казнену експедицију. Међутим Србија се није уплашила, сви њени грађани, не мислећи на жртве ставили су се под ратни барјак са намером да се супротставе злочиначкој монархији, и да бране слободу и независност своје отаџбине. Светско јавно мњење стало је уз Србију. Рат Аустроугарској, Турској и Немачкој објавиле су Француска, Велика Британија и Русија. Тако је започео први велики светски сукоб тако епохалних размера, који је однео на милионе жртава – Велики рат.

## Азбуковица у рату
На Азбуковицу и остале северозападне пограничне крајеве Србије непријатељ је излио сав свој бес и мржњу већ у првим данима рата. Аустроуграска је концентрисала три армије против Србије: 2. армију у Срему и Банату, 5. армију у босанкој Посавини и 6. армију у источној Босни, али је због уласка Русије у рат, 2. армија морала да се премести на источни фронт. Поћорек је решио да напад започне са Дрине. Србија је била окружена непријатељским и непоузданим суседима, изузев Црне Горе, која је објавила рат Аустроугарској и солидарисала се од првог тренутка. Српска војска била је изморена у претходна два рата, без довољно ратне спреме и наоружања. Нарочито се осећао мањак у пешадијском наоружању (недостајало је око 150.000 пушака), у артиљеријској муницији, логорској спреми и личној опреми. (Само први позив дужио је комплетну униформу, II позив био је прошаран шињелима и шајкачама, а III позив и последња одбрана у рат су ушли у оделима у којима су дошли од куће).

## Српска војска
Српску војску чиниле су три армије и неколико истурених одреда који су штитили границу на Дрини и Сави. Првом армијом која је била распоређена на линији Стари Аџбибеговац – Топола, командовао је ђенерал Петар Бојовић; другом армијом која је била концентрисана на терену Аранђеловац – Лазаревац, командовао је ђенерал Степа Степановић; код Ваљева је била трећа армија под командом ђенерала Павла Јуришића Штурма. Истурене одреде чинили су: Ужичка војска, под командом ђенерала Милоша Божановића, која је затварала правац Вишеград – Ужице; Јадарски четнички одред, док су Обреновачки, Шабачки, Лешнички, Лознички, Љубовијски одред и одред на Дебелом брду били подређени Дринској дивизији II позива, која је припадала трећој армији ђенерала Штурма.

## Љубовијски одред и његове ратне операције
Уочи почетка операција Љубовијскои одред је био под командом мајора Војислава Воје Ковачевића. Одред је обезбеђивао део фронта између Грачаничке и Трешњичке реке, затварајући правац Љубовија – Прослоп – Пецка – Ваљево. Њему је додељен и 1. батаљон 5. пешадијског пука III позива са две позиционе батерије. Али, пошто је Штаб армије уочио да је за заштиту тако важног правца предвиђено мало трупа, 1. августа је одлучено да у састав одреда уђу још 3. батаљон 10. шумадијског пука III позива и једна пољска дебанжовна батерија. У исто време образован је и одред на Дебелом брду (Допунски батаљон 5. пука), који је добио задатак да заштити правац преко Поћуте за Ваљево, и да тај превој ни у ком случају не сме напустити.
Аустроугарска 5. армија отпочела је напад 12. августа, пре него што се 6. армија скоцентрисала и развила за борбу, са циљем да до 18. августа, (рођендан цара Фрање), сломи српску одбрану у долини Јадра и у Поцерини, да освоји Ваљево, и у вези са 5. армијом присили Србе да се предају. Главнина 5. армије нападала је на доњој Дрини, од њеног ушћа у Саву до Зворника, с тим што је 12. брдска бригада упућена у напад против Љубовијског одреда. Мада је непријатељ свуда био надмоћнији од српских заштитних одреда, српске трупе су вешто користећи земљиште и врбаке око Дрине и на узастопним положајима по дубини, упорно браниле своје положаје стварајући потребно време Врховној команди за прегруписање и развој главних снага за Церску битку. Захваљујући таквој борби, трупе 5. армије су тек 14. августа успеле да образују широк мостобран на десној обали Дрине, као основ за продирање у дубину Јадра преко Поцерине. Командант 9. корпуса 2. аутроугарске армије, је тада прешао у Мачву и издао наређење својим војницима издао наређење у којем каже да је „према таквом становништву свака хуманост штетна... ко у овом случају буде био милостив, тај ће најттеже бити кажњен... разрушити сваку кућу у којој се нађе оружје.. у сваком становнику који се затекне изван насељеног места, а нарочито у шуми, не гледати ништа друго до члана банде. Ове људе одмах убијати ако по било чему иѕгледају сумњиви...“. Овај корпус је заузео Шабац, али га је Шабачки одред задржао на десет километара од њега. На другој страни, на десном армијском крилу, 12. брдска бригада, наишла је на изузетно јак отпор Љубовијског одреда, који је бранећи се на низу узастопних положаја, спречавао брз продор непријатељских снага, које су имале задатак да се пробију према Пецкоји угрозе позадину 3. армије.На основу тога командант аутроугарске 5. армије генерал Либерцијус је закључио да се тамо налазе крупне српске снаге, па је наредио да се читава 42. домобранска „Вражја дивизија“ упути на Љубовију и отвори правац Љубовија – Крупањ – Пецка, да раздвоји Ужичку војску од 3. армије, удари у бок и позадину српских снага у долини Јадра. Љубовијски одред је морао да се повуче ка Прослопу, али га одатле није могла збацити даље у позадину. Док се Љубовијски одред бори са „Вражјом дивизијом“ на Прослопу, Врховна команда упућује 1. и 2. армију на северозапад ка Иверку и Церу, где се спрема одлучујућа битка. Прва армија је добила задатак да Моравску дивизију II позива хитно пошаље на Прослоп и њом ојача Љубовијски одред. При првом судару 2. армије (Комбинована дивизија, Моравска, Тимочка, Шумадијска дивизија I позива, Коњичка дивизија) са непијатељем код Текериша (16. августа), пресечен је продор непријатељске 5 армије, а у наредна три дана потучени су 8. и 13. корпус и натерани у срамно бежање ка Дрини. У међувремену 9. аустроугарски корпус, наставио је притисак против Шумадијске дивизије I позива и Коњичке дивизије у Мачви, а 42. домобранска је освојила Крупањ. Ђенерал Штурм, ојачава Љубовијски одред са 5. пуком II позива, са задатком да заједно са одредом на Дебелом брду нападне 12. бригаду и 42. домобранску дивизију, но Љубовијски одред је пре доласка попуне успео да се задржи на положајима и крене у противнапад на непријатеља. Вражја дивизија је почела повлачење према Дрини, ка правцу Крупањ – Зворник. Приметивши повлачење, мајор Ковачевић прелази у гоњење и 24. августа 1914. протерује последњег аустроугарског војника са територије Азбуковице. Био је то крај прве непријатељске офанзиве и прва савезничка победа у Великом рату.
Непријатељ је у овој офанзиви имао велике губитке: 23.000 људи, од којих је заробљено преко 4.500 војника и официра, заробљено је доста оружја и опреме, као и преко 50 артиљеријских оруђа, доста артиљеријске муниције и пешадијског наоружања. Српска војска имала је око 259 погинулих официра, 16.045 војника и подофицира који су избачених из строја. Цивилне жртве су биле огромне на територији Јадра и Мачве, а у селима Азбуковице почињена су зверства (у селу Узовници, у Берловинама, Дрлачама итд.). У Азбуковачком срезу страдало је преко 2.500 људи а спаљено је преко 700 кућа. Припадници „Вражје дивизије“ спалили су 17 заробљених трећепозиваца у потесу Рт, на Баурићу (село Доња Буковица, код Љубовије), које су претходно повезали и запалили за сеном. Сведоци и очевици догађаја били су млади Петроније Томић (1897) и Милинко Васић, (1897), који су успели да се иѕвуку испод ужета и побегну суседном одреду коме су описали овајј зверски злочин царске војске. (Милинко Васић се прикључио Љубовијском одреду, био је носилац Карађорђеве звезде, и касније је био резервни мајор у Војсци Краљевине Југославије).
Одајући признање Љубовијском одреду, тј. његовом команданту мајору Воји Ковачевићу, ђенерал Штурм, нписао је да је Ковачевић „ развијао силну енергију и показао се храбрим до највећег пожртвовања у одбијању непријатељске навале са правца Љубовија – Прослоп“.
На дан 6. септембра 1914. године, Врховна команда је наредила команданту 3 армије да образује одред под командом потпуковника Петра Мишића, за заштиту граничног појаса од Зворника до Љубовије, док је Љубовијски одред остао на положајима између Грачаничке реке и Горње Трешњице, са резервом на Прослопу, (ддва позициона топа са пешачком заштитом). Мишићев одред бројао је пет батаљона III позива и две позиционе батерије. Према тако слабом непријатељу, Аустроугари су концентрисали читав 16. корпус 6. армије, који је са 59 620 људи, 78 топова и 54. митраљеза по снази за свега 200 људи и 10 топова слабији од читаве треће армије српске војске.
Српска војска по наговору савезника, извршила је продор у Срем, 6. септембра и избила на јужне обронке Фрушке горе, ослободивши Земун, уједно у свом напредовању. Међутим, 8. септембра аустроугарска 5. и 6. армија врше форсирање Дрине, и 12. бригада свом својом силином удара на Љубовијски одред и одред потпуковника Мишића. Тог 8. септембра водила се борба на висовима Баурића и Берловског брда, где је Љубовијски одред имао много губитака (војни свештеник Љубовијског одреда, Војислав Протић, опојао је на гробљу „Поповача“ (село Берловине) око 400 мртвих, како је записао у свом дневнику). Баурић је био изгубљен, а Љубовијски одред одбачен на Дуго. Потпуковник Мишић, који се са одредом задржао на положају Чавићи и Оглавак, око 10 часова обавестио је штаб армије о стању на положају и тражио појачање. Ђенерал Штурм је одмах обавестио команданта Моравске дивизије II позива да одмах притекне у помоћ Мишићу и преузме део његовог фронта. Око 13 часова, ђенерал Штурм је аутомобилом из Крупња дошао на Шанац, где је био штаб Мишићевог одреда и лично се уверио у стање на положају, дао потребну логистику, и у 15 часова се вратио у Крупањ, и са штабом Моравске дивизије кренуо на Јагодњу, где се полако развијала једна од најкрвавијих борби у 1914. – битка на Дрини. Крвабе борбе су се од 14. до 22. септембра водиле на котама Мачков Камен – Кошутња стопа – Милутинов гроб, које су на дан по више пута прелазиле из руке у руку наизменично српској и аустроугарској војсци. Љубовијски одред успео је да се одржи на Прослопу и Рожњу, док су трупе потпуковника Мишића и Моравске дивизије морале да се повуку на крпањске положаје. Пошто су Дунавска дивизија I и II позива доживеле огромне губитке, а око 11 500 људи избачено из строја (Четврти ужички пук изгубио је 10 официра, од чега 3 команданта батаљона и команданта пука, потпуковник Душан Пурић је погинуо у јуришу; Пети прекобројни пуки изгубио је 3 команданта батаљона и команнданта пука, док је Дунавска дивизија I позива изгубила 118 официра, од чега 5 команданта пукова и 17 команданата батаљона.
За време противофанзиве 1. армије ослобођена је Љубовија. У њу је ушао Љубовијски одред. После повлачења Дунвске дивизије I позива са Мачковог Камена, Одред је задржан на својим старим положајимма на Дрини, са старим задатком да затвара правац Љубовија – Пецка, да штити бок 1. армије и одржава везу са Ужичком војском, која је прешавши Дрину наступала у правцу Сребренице. За новог команданта одреда дошао је 19. септембра пуковник Ђорђе Ђорђевић. Под његову команду стављен је 5. октобра Руднички четничи одред мајора Воје Танкосића. У току наредних месец дана, Љубовијски одред води снажне борбе на босанској страни Дрине, све до повлачења Ужичке војске из Босне, а затим је штитио Љубовију и правац ка Пецкој све до почетка треће непријатељске офанзиве на Србију почетком новембра. Љубовијски одред, водио је 6, 7. и 8. новембра жестоке борбе на љубовијским положајима са аустроугарским снагама које су покушале да форсирају Дрину. А када је непријатељ, 6. новембра успео да пређе Дрину, и уклини се између Старе и Нове Љубовије, две чете Петог пука III позива са ескадроном коњице извршиле су јуриш и после двочасовне борбе на нож, протерале непријатеља из Љубовије. Али пошто се ситуација погоршавала иѕ дана у дан на другим фронтовима широм земље, Одред се у наредн атри дана под борбом повлачио ка Прослопу, где је пуковник Ђорђевић, добио армијску заповест да се Љубовијски одред укида, и да се његове трупе стављају под команду Дунавске дивизије II позива која је преузела његове положаје.
Тиме је завршена улога Љубовијског одреда, који се од почетка рата (12. августа) па до уводних борби у Колубарску битку (7. новембра), иако састављен од разноразног људства, претежно трећепозиваца, сјајно испунио свој задатак затварајући правац Љубовија – Пецка – Прослоп, бранио Азбуковицу и штитио лево крило и позадину најпре 3. армије а потом 1. армије. Захваљујући храбрости и патриотизну тих јунака, Азбуковчана, Азбуковачки срез се у време ових борби само у два кратка маха нашао под окупацијом Аустроугарске, а њено становништво пошто је живело уѕ саму границу није могло имати предаха ни једног дана рата. Оно становништво које није изгинуло у борбама, поднело је огромне жртве пустошења, паљена и убијања током траткотрајне августовске и септембарске окупације.

### Станко Петровић - Ћуприлац
Љубовијски одред увек ће памтити пример храброг Станка Петровића – Ћуприлца, (1877—1954), из Берловина (бивше село Доња Буковица, код Љубовије), који је као командир карауле на Пашивеној ћуприји у селу Горња Трешњица, пружио неустрашив отпор домобранима из 42. „Вражје дивизије“. За освету, домобрани су дознали за његову породицу, опколили село Берловине и извршили не узапамћен масакар, побивши бројне старије житеље а међу њима Станковог оца Дамјана, мајку Павлију, снаху Томку и њену малу децу. Кућу су спалили и имање уништили. Станкова браћа Светислав и Влајко погинули су као борци Љубовијског одреда 1914. године, син му Цвијо Петровић (1895) био је Солунски борац и носилац Карађорђеве звезде. У саставу Љубовијског одреда, деловали су и Раде Тадић (1870—1918), председник Народне одбране и Петар Јевремовић (1858—1929), председник општине Љубовијске, носилац ордена за храброст из Јаворског рата (1877. године). Петар је на олтар отаџбине приложио оба сина Милоја (1886—1915), општинског кмета и писара, и Ристу (1892—1917).